# 趙世光 (牧師)
赵世光牧師（1908年—1973年9月17日），原名趙元昌，是20世纪著名的基督教華人牧師、佈道家，出身監理宗，也是上海靈糧堂的創辦者。

## 守真堂的年轻牧师
1908年，赵世光生于上海，在学校接触到福音，1924年在监理会慕尔堂（现称沐恩堂）受洗。1926年高中毕业後，进入宣道会北四川路守真堂所设的圣经学校。1928年被守真堂聘为传道。1932年被按立为牧师。1936年参加「中华国外布道团」前往南洋布道。
　

## 创办灵粮堂
赵世光牧師在第二次南洋布道返上海后，1942年成立「灵粮堂」和「灵粮世界布道会」。先借学校礼堂聚会，1945年，在地丰路严家宅建简陋教堂。1947年，信徒增至1085人，于是购得梵皇渡路（今万航渡路）187号，先建一临时聚会所，1956年信徒奉献兴建新堂。此外又在南京、苏州成立分堂。并且开办华东神学院、灵粮中学等机构。

## 香港
趙世光牧師於1949年10月1日逃難到香港，借娛樂戲院聚會，兩年間受洗的信徒超過1,400人。1951年落成九龍靈糧堂（九龍城嘉林邊道1號），趙世光牧師自那天晚上起，一連舉行了一百晚的佈道會。
其後亦創辦了香港靈糧堂。

## 台灣
1952年7月離開香港後，趙牧師作一次遠東地區的佈道之行，其間在1954年於台灣創立了台北靈糧堂。

## 世界各地
靈糧堂在全球設立分堂共 345 處，其中包括台灣132處、亞洲（不含台灣）70處、美洲54處、非洲65處、大洋洲15處、歐洲地區9處。